# Atelopus ignescens
Atelopus ignescens és una espècie extinta d'amfibi que vivia a l'Equador.